# Sites mégalithiques de la Vendée
Le département de la Vendée possède un riche patrimoine mégalithique.

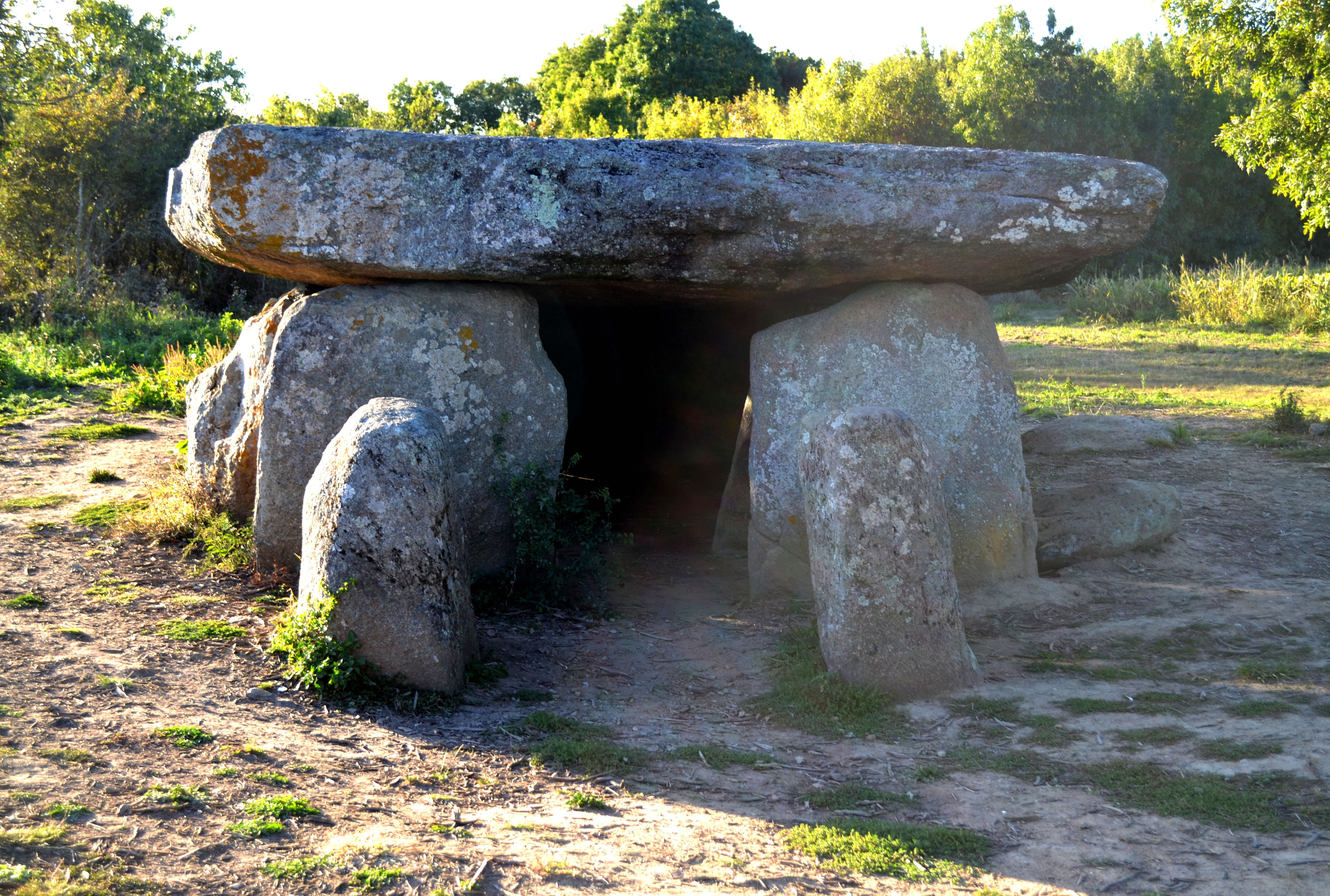
Dolmen angevin de la Frébouchère

## Généralités
En Vendée, les dolmens à couloir sont fréquents, de style classique (cairn du Pey-de-Fontaine) où traduisant des influences régionales de type dolmen angoumoisin (dolmen de la Pierre-Levée), angevin (dolmen de la Frébouchère, dolmen de la Sulette), transepté (dolmen de la Planche-à-Puare). A contrario, les allées couvertes sont rares (allée couverte des Tabernaudes) et les dolmens simples totalement absents. Les dolmens à couloir du Néolithique moyen ont systématiquement été édifiés sur des éminences.
Les menhirs sont isolés ou groupés en petits alignements à proximité des dolmens, comme dans le Talmondais où l'on peut observer une complémentarité entre les grands menhirs édifiés en terrains granitiques et les dolmens en terrains calcaires. Lorsque des blocs bruts nés de l'érosion ont été redressés, leurs faces les plus planes, celle au contact du sol, ont été tournées vers l'est. Les menhirs isolés ont souvent été dressés de préférence sur des points élevés.

## Études mégalithiques
En 1762, le comte de Caylus dessine plusieurs monuments des environs d'Avrillé. En 1834, Bachelot de la Pylaie dresse un inventaire quasi exhaustif des mégalithes de l'île d'Yeu. Dans le dernier quart du XIXe siècle, les inventaires s'enrichissent avec les travaux de Léon Audé, de Léon Ballereau et surtout de l'abbé Ferdinand Baudry, curé dans la commune du Bernard, qui publie en 1864 un rapport à l'attention du Congrès archéologique de France intitulé « Monuments de l'Age de pierre en Bas-Poitou », qu'il complète en 1865 avec une série de publications intitulées « Antiquités celtiques de la Vendée et Légendes ». C'est à Louis Brochet que l'on doit le premier compte-rendu détaillé, en 1890, de la fouille d'un dolmen vendéen (la Pierre-Levée de Nieul-sur-l'Autise).
| \| La Roche-sur-Yon Les Sables-d'Olonne Fontenay-le-Comte Île de Noirmoutier Île d'Yeu \| Répartition géographique des sites mégalithiques. · : dolmen - : menhir - : autre site mégalithique |
| La Roche-sur-Yon Les Sables-d'Olonne Fontenay-le-Comte Île de Noirmoutier Île d'Yeu |

Le début du XXe siècle est marqué par les fouilles de Marcel Baudouin, aidé de Georges Lacouloumère, fouilles accompagnées de publications pléthoriques et d'interprétations parfois très audacieuses. De 1960 à 1980, Roger Joussaume fouille successivement plusieurs sites mégalithiques majeurs du département : la Pierre-Virante, la Pierre-Levée, le cairn du Pey-de-Fontaine, la nécropole des Cous. Bertrand Poissonnier entreprend des travaux expérimentaux sur la construction des dolmens et l'édification des menhirs et créé le CAIRN à Saint-Hilaire-la-Forêt. Dans son ouvrage consacré à la Vendée préhistorique, il effectue commune par commune un inventaire des découvertes préhistoriques et des sites mégalithiques du département.

## «Carnac vendéen»
La forte concentration des monuments mégalithiques dans le Talmondais a conduit certains à parler de « Carnac vendéen ». Dans ce secteur géographique, « on comptabilise 102 monuments, dont 26 dolmens, 32 alignements de menhirs, 28 petits menhirs, 5 mégalithes indéterminés, 8 menhirs de tailles indéterminées et 3 stèles funéraires ; tout cela réparti en 68 sites sur 11 communes ». 
L'ensemble de ces constructions s'est développé selon un axe est-ouest correspondant à la ligne de séparation entre les sols granitiques et les sols calcaires. La majorité des sépultures mégalithiques ont été érigés sur les pentes et les plateaux calcaires, en retrait des alignements principalement dressés sur les sommets granitiques qui surplombent les vallonnements et la plaine côtière.

## Liste non exhaustive
| Nom                                      | Commune                      | Remarque                                                                           | Protection                              | Coordonnées                                                                                   | Illustration                            |
| ---------------------------------------- | ---------------------------- | ---------------------------------------------------------------------------------- | --------------------------------------- | --------------------------------------------------------------------------------------------- | --------------------------------------- |
| Menhir de Léau                           | Angles                       |                                                                                    | détruit                                 |                                                                                               |                                         |
| Pierre-Levée de Moricq                   | Angles                       | autres noms Pierre à Malet, Pierre-Levée de Marie                                  | détruit                                 |                                                                                               |                                         |
| Menhir de la Friconnière                 | Apremont                     |                                                                                    |                                         | déplacé de son emplacement originel                                                           |                                         |
| Alignement de Beauchêne                  | Avrillé                      |                                                                                    | détruit,                                |                                                                                               |                                         |
| Alignement de la Petite Pierre           | Avrillé                      | 3 menhirs                                                                          | Classé MH (1889)                        | 46° 28′ 11″ N, 1° 30′ 47″ O                                                                   | Alignement de la Petite Pierre          |
| Alignement des Franches Boisières        | Avrillé                      | 4 menhirs                                                                          | détruit,                                |                                                                                               |                                         |
| Alignements du Bois de Fourgon           | Avrillé                      | autre nom Haute-Pierre 4 alignements                                               | Classé MH (1889)                        | 46° 28′ 11″ N, 1° 30′ 06″ O                                                                   | Alignement du Bois de Fourgon           |
| Enclos des Terriers                      | Avrillé                      |                                                                                    |                                         |                                                                                               |                                         |
| Menhir de Beaulieu                       | Avrillé                      | autres noms Menhir du Champ-du-Rocher, Menhir-Éléphant                             | Classé MH (1889 )                       | 46° 28′ 38″ N, 1° 30′ 39″ O                                                                   | Menhir de Beaulieu                      |
| Menhir de Bourg-Jardin                   | Avrillé                      | autres noms Menhir le Roi, Roi des Menhirs, Menhir du Camp de César                | Classé MH (1889)                        | 46° 28′ 09″ N, 1° 29′ 44″ O                                                                   | Menhir de Bourg-Jardin                  |
| Menhir de la Boilière                    | Avrillé                      |                                                                                    | Classé MH (1889)                        | 46° 28′ 00″ N, 1° 28′ 57″ O                                                                   | Menhir de la Boilière                   |
| Menhir de la Fontaine Saint-Gré          | Avrillé                      |                                                                                    | Inscrit MH (1988)                       | 46° 27′ 36″ N, 1° 29′ 04″ O                                                                   |                                         |
| Menhir de la Petite Garne                | Avrillé                      | douteux                                                                            |                                         |                                                                                               |                                         |
| Menhir de Puy Durand                     | Avrillé                      | autre nom Menhir du Champ de la Pierre                                             |                                         | 46° 28′ 34″ N, 1° 29′ 22″ O                                                                   |                                         |
| Menhirs de la Garnerie                   | Avrillé                      | le plus petit des deux a disparu                                                   | Classé MH (1889)                        | 46° 28′ 48″ N, 1° 29′ 26″ O                                                                   | Menhir de la Garnerie                   |
| Pierre branlante de la Cornetière        | Avrillé                      | pierre naturelle qualifiée à tort de mégalithe                                     | Classé MH (1889)                        |                                                                                               |                                         |
| Polissoir de la Mancellière              | Avrillé                      |                                                                                    | disparu                                 |                                                                                               |                                         |
| Pierres Longues de la Templerie          | Bazoges-en-Paillers          | 2 menhirs                                                                          | 1 détruit, 1 renversé                   | 46° 54′ 26″ N, 1° 09′ 37″ O                                                                   |                                         |
| Dolmen de Pulteau                        | Bazoges-en-Pareds            |                                                                                    | en partie détruit                       |                                                                                               |                                         |
| Menhir des Landes                        | Bazoges-en-Pareds            | autre nom Pierre Pointue                                                           |                                         | 46° 40′ 12″ N, 0° 57′ 39″ O                                                                   |                                         |
| Nécropole des Cous                       | Bazoges-en-Pareds            | 2 dolmens : Pierre Folle et Ciste des Cous                                         | Classé MH (1959)                        | 46° 39′ 31″ N, 0° 56′ 03″ O                                                                   | Pierre Folle des Cous et Ciste des Cous |
| Pierre-Levée des Landes                  | Bazoges-en-Pareds            | dolmen                                                                             | Classé MH (1927)                        | 46° 40′ 33″ N, 0° 57′ 05″ O                                                                   | Pierre-Levée des Landes                 |
| Pierre Rousse                            | Bazoges-en-Pareds            | dolmen, autre nom Pierre-Folle                                                     | détruit                                 |                                                                                               |                                         |
| Pierre-Blanche                           | Beaufou                      |                                                                                    | détruit                                 |                                                                                               |                                         |
| Cairn du Pey-de-Fontaine                 | Le Bernard                   | autre nom Pé-de-L'Anguillé                                                         |                                         | 46° 25′ 30″ N, 1° 25′ 53″ O                                                                   | Cairn du Pey de Fontaine                |
| Dolmen de Girondin                       | Le Bernard                   | autre nom Pierres Folles de Fontaine                                               |                                         |                                                                                               |                                         |
| Dolmen de l'Échafaud-du-Plessis          | Le Bernard                   |                                                                                    | détruit                                 |                                                                                               |                                         |
| Dolmen de la Frébouchère                 | Le Bernard                   | autre nom Pierre-Couverte                                                          | Classé MH (1889)                        | 46° 26′ 54″ N, 1° 28′ 08″ O                                                                   | Dolmen de la Frébouchère                |
| Dolmen du Pé-Rocher                      | Le Bernard                   |                                                                                    | détruit                                 |                                                                                               |                                         |
| Dolmens de Savatole                      | Le Bernard                   | 3 dolmens                                                                          |                                         | 46° 26′ 37″ N, 1° 27′ 57″ O 46° 26′ 36″ N, 1° 27′ 54″ O 46° 26′ 37″ N, 1° 27′ 51″ O           | Dolmen de Savatole n°3                  |
| L'Hommelet                               | Le Bernard                   | menhir                                                                             | détruit                                 |                                                                                               |                                         |
| Menhir du Grand-Plessis                  | Le Bernard                   |                                                                                    |                                         | 46° 27′ 21″ N, 1° 26′ 25″ O                                                                   | Menhir du Grand-Plessis                 |
| Menhirs de la Frébouchère                | Le Bernard                   | Menhir des Ouches et Menhir du Bois autre nom Menhirs de la Penouillère            |                                         | 46° 27′ 02″ N, 1° 28′ 05″ O 46° 26′ 58″ N, 1° 28′ 01″ O                                       | Menhir de la Frébouchère n°2            |
| Menhirs de Troussepoil                   | Le Bernard                   | 4 menhirs                                                                          | disparus                                |                                                                                               |                                         |
| Menhirs du Plessis                       | Le Bernard                   | 2 menhirs                                                                          | Inscrit MH (1936)                       | 46° 27′ 27″ N, 1° 26′ 42″ O 46° 27′ 24″ N, 1° 26′ 41″ O                                       | Petit menhir du Plessis                 |
| Pierre Folle du Plessis                  | Le Bernard                   |                                                                                    | Classé MH (1929)                        | 46° 27′ 03″ N, 1° 26′ 25″ O                                                                   | Pierre Folle du Plessis                 |
| Pierre-Levée de la Cour du Breuil        | Le Bernard                   |                                                                                    | Classé MH (1978)                        | 46° 25′ 59″ N, 1° 27′ 12″ O                                                                   | Pierre-Levée de la Cour du Breuil       |
| Menhir de la Crulière                    | Brem-sur-Mer                 |                                                                                    | Classé MH (1934)                        | 46° 36′ 26″ N, 1° 48′ 34″ O                                                                   | Menhir de la Crulière                   |
| Pierre Levée de Soubise                  | Brétignolles-sur-Mer         | dolmen                                                                             | Inscrit MH (1984)                       | 46° 36′ 42″ N, 1° 50′ 58″ O                                                                   | Pierre Levée de Soubise                 |
| Pierre-levée                             | La Bruffière                 | menhir                                                                             | détruit                                 |                                                                                               |                                         |
| Pierre-Couverte du Plessis               | La Caillère-Saint-Hilaire    | dolmen                                                                             | détruit                                 |                                                                                               |                                         |
| Dolmen de Pierre Brune                   | Chantonnay                   |                                                                                    | disparu                                 |                                                                                               |                                         |
| Menhirs de St-Philbert-du-Pont-Charrault | Chantonnay                   | 4 menhirs                                                                          | détruits                                |                                                                                               |                                         |
| Menhir de la Limouzinière                | Chauché                      |                                                                                    | Classé MH (1984)                        | 46° 49′ 56″ N, 1° 16′ 09″ O                                                                   | Menhir de la Limouzinière               |
| Pierre-qui-vire                          | Cheffois                     | autre nom Pierre-qui-Tourne de la Taponnière                                       | Classé MH (1924)                        | 46° 41′ 10″ N, 0° 47′ 31″ O                                                                   | Pierre-qui-vire                         |
| Pierre à cupules des Girardières         | Cheffois                     |                                                                                    | Classé MH (1926)                        | 46° 40′ 45″ N, 0° 46′ 56″ O                                                                   |                                         |
| Polissoir de la Vésinière                | Cheffois                     |                                                                                    | Classé MH (1926)                        | 46° 40′ 48″ N, 0° 46′ 36″ O                                                                   | Polissoir de la Vésinière               |
| Dolmen des Pierres-Folles                | Commequiers                  |                                                                                    | Classé MH (1929)                        | 46° 45′ 12″ N, 1° 51′ 00″ O                                                                   | Dolmen des Pierres-Folles               |
| Menhir de la Grand'Pierre                | Commequiers                  | autre nom Menhir de la Palissonière                                                | Inscrit MH (1981)                       | 46° 46′ 25″ N, 1° 51′ 51″ O                                                                   |                                         |
| Menhirs de la Bouchonnière               | Commequiers                  |                                                                                    | disparus                                |                                                                                               |                                         |
| Menhirs des Brosses                      | Commequiers                  |                                                                                    | détruits                                |                                                                                               |                                         |
| Dolmen de la Frise                       | Corpe                        |                                                                                    | Inscrit MH (1984)                       | 46° 29′ 51″ N, 1° 11′ 44″ O                                                                   |                                         |
| Pierre du Diable                         | La Garnache                  | autre nom Menhir de la Grande-Emonnière                                            | Classé MH (1934)                        | 46° 52′ 05″ N, 1° 53′ 09″ O                                                                   | Pierre du Diable                        |
| Pierre-Levée                             | La Gaubretière               | mégalithe de nature inconnue                                                       | détruit                                 |                                                                                               |                                         |
| Dolmens du Terrier-Papin                 | Le Givre                     |                                                                                    | ruinés                                  |                                                                                               |                                         |
| Menhir du Champ du Rocher                | Le Givre                     |                                                                                    | Classé MH (1980)                        | 46° 27′ 25″ N, 1° 24′ 07″ O                                                                   | Menhir du Champ du Rocher               |
| Menhir des Petites Jaunières             | Le Givre                     | autre nom Le Bonhomme                                                              | Classé MH (1980)                        | 46° 27′ 24″ N, 1° 23′ 41″ O                                                                   | Menhir des Petites Jaunières            |
| Allée couverte des Tabernaudes           | L'Île-d'Yeu                  |                                                                                    |                                         | 46° 43′ 35″ N, 2° 22′ 59″ O                                                                   | Allée couverte des Tabernaudes          |
| Coffre des Tabernaudes                   | L'Île-d'Yeu                  |                                                                                    | enfoui dans les fondations d'une maison | 46° 43′ 35″ N, 2° 23′ 02″ O                                                                   |                                         |
| Dolmen de la Guette                      | L'Île-d'Yeu                  |                                                                                    | Classé MH (1979 )                       | 46° 41′ 50″ N, 2° 19′ 40″ O                                                                   |                                         |
| Dolmen de la Planche-à-Puare             | L'Île-d'Yeu                  |                                                                                    | Classé MH (1889)                        | 46° 43′ 38″ N, 2° 23′ 22″ O                                                                   | Dolmen de la Planche-à-Puare            |
| Dolmen des Landes                        | L'Île-d'Yeu                  |                                                                                    | Classé MH (1889)                        | 46° 41′ 52″ N, 2° 20′ 05″ O                                                                   |                                         |
| Dolmen des Petits Fradets                | L'Île-d'Yeu                  | autre nom Maison de la Gournaise                                                   | Classé MH (1889)                        | 46° 43′ 53″ N, 2° 22′ 47″ O                                                                   | Dolmen des Petits Fradets               |
| Mégalithe de Gâtine                      | L'Île-d'Yeu                  | mégalithe indéterminé                                                              |                                         |                                                                                               |                                         |
| Mégalithes de Barbe                      | L'Île-d'Yeu                  | ensemble douteux                                                                   |                                         | 46° 42′ 11″ N, 2° 22′ 15″ O                                                                   |                                         |
| Menhir de la Vrimonière                  | L'Île-d'Yeu                  |                                                                                    |                                         |                                                                                               |                                         |
| Menhir du Chiron Lazare                  | L'Île-d'Yeu                  |                                                                                    |                                         | 46° 42′ 24″ N, 2° 22′ 22″ O                                                                   |                                         |
| Menhir du Sud                            | L'Île-d'Yeu                  | autres noms Pierre Levée des Soux (ou des Sauts), Pierre de Tonnerre               | Classé MH (1889)                        | 46° 41′ 33″ N, 2° 19′ 24″ O                                                                   |                                         |
| Menhirs des Tabernaudes                  | L'Île-d'Yeu                  |                                                                                    |                                         |                                                                                               |                                         |
| Pierre des Quatre-Chemins                | L'Île-d'Yeu                  | probable menhir christianisé                                                       |                                         | 46° 42′ 41″ N, 2° 21′ 01″ O                                                                   | Pierre des Quatre-Chemins               |
| Pierre-Levée                             | L'Île-d'Yeu                  | menhir                                                                             | détruit                                 |                                                                                               |                                         |
| Tumulus du Paradis-aux-Ânes              | Jard-sur-Mer                 |                                                                                    |                                         |                                                                                               |                                         |
| Dolmen du moulin de la Garde             | La Jonchère                  |                                                                                    |                                         |                                                                                               |                                         |
| Pierre-qui-vire                          | Longeville-sur-Mer           | autre nom Menhir du Russelet                                                       |                                         | 46° 25′ 13″ N, 1° 30′ 25″ O                                                                   |                                         |
| Pierre-Folle                             | Monsireigne                  | autre nom Menhir de la Chauvinière                                                 |                                         | 46° 45′ 31″ N, 0° 54′ 54″ O                                                                   | Pierre-Folle                            |
| Pierre-Levée                             | Nieul-sur-l'Autise           | autres noms Pierre-qui-vire, Pierre-Mouilleron                                     |                                         | 46° 27′ 04″ N, 0° 41′ 21″ O                                                                   |                                         |
| Dolmen de la Pointe de l'Herbaudière     | Noirmoutier-en-l'Île         |                                                                                    | Classé MH (1895)                        | 47° 01′ 27″ N, 2° 18′ 25″ O                                                                   | Dolmen de la Pointe de l'Herbaudière    |
| Dolmen de la Table                       | Noirmoutier-en-l'Île         | menhir                                                                             | Classé MH (1895)                        | 46° 59′ 34″ N, 2° 10′ 07″ O                                                                   |                                         |
| Menhir de la Pointe des Dames,           | Noirmoutier-en-l'Île         |                                                                                    |                                         | 47° 00′ 40″ N, 2° 13′ 14″ O                                                                   |                                         |
| Pierre-du-Diable                         | Notre-Dame-de-Monts          | menhir                                                                             | détruit                                 |                                                                                               |                                         |
| Menhir du Pré-Doux                       | Notre-Dame-de-Riez           |                                                                                    | Classé MH (1924)                        | 46° 45′ 10″ N, 1° 54′ 17″ O                                                                   |                                         |
| Pierre au Trésor de la Triée             | Notre-Dame-de-Riez           | autre nom Menhir de la Triée                                                       | Classé MH (1924)                        | 46° 44′ 58″ N, 1° 54′ 13″ O                                                                   |                                         |
| Menhir de la Chèvrerie                   | Olonne-sur-Mer               |                                                                                    | disparu                                 |                                                                                               |                                         |
| Conche Verte                             | Olonne-sur-Mer               | autre nom Menhir de l'Ermitage de Saint Vivence                                    | Classé MH (1903)                        | 46° 34′ 17″ N, 1° 49′ 35″ O                                                                   | Conche Verte                            |
| Menhirs de Pierre-Levée                  | Olonne-sur-Mer               | 2 menhirs                                                                          | Classé MH (1982)                        | 46° 31′ 45″ N, 1° 45′ 03″ O                                                                   | Menhirs de Pierre-Levée                 |
| Pierre de Beauregard                     | Olonne-sur-Mer               |                                                                                    |                                         |                                                                                               |                                         |
| Pierre des Farfadets                     | Le Poiré-sur-Vie             | pierre à cupules                                                                   | Classé MH (1939)                        | 46° 46′ 52″ N, 1° 33′ 48″ O                                                                   | Pierre des Farfadets                    |
| Polissoirs de Pouzauges                  | Pouzauges                    |                                                                                    | Classé MH (1889)                        |                                                                                               |                                         |
| Menhir de Pierre-Brune                   | Rochetrejoux                 | autre nom Menhir de la Garne                                                       |                                         | déplacé de son emplacement originel                                                           |                                         |
| Pierres-Folles                           | Rosnay                       | autre nom Pierres du Follet 2 menhirs                                              | Inscrit MH (1984) · Inscrit MH (1984)   | 46° 31′ 39″ N, 1° 17′ 57″ O                                                                   | Pierres-Folles                          |
| Menhir de la Petite-Roche                | Saint-André-Treize-Voies     |                                                                                    | Classé MH (1989)                        | 46° 55′ 50″ N, 1° 24′ 17″ O                                                                   | Menhir de la Petite-Roche               |
| Pierre-Couchée                           | Saint-Benoist-sur-Mer        | autre nom Palet de Gargantua                                                       |                                         | 46° 26′ 04″ N, 1° 20′ 39″ O                                                                   | Menhir de la Pierre Couchée             |
| Dolmen du Champ-Versé                    | Sainte-Cécile                |                                                                                    | rasé en 1969                            |                                                                                               |                                         |
| Pierre-Bise                              | Sainte-Cécile                | menhir renversé                                                                    |                                         | 46° 43′ 15″ N, 1° 05′ 37″ O                                                                   |                                         |
| Pierre de la Joséphine                   | Saint-Christophe-du-Ligneron | menhir découvert en 1985                                                           |                                         | 46° 49′ 06″ N, 1° 45′ 58″ O                                                                   | Pierre de la Joséphine                  |
| Dolmen du Terrier de Beauvoir            | Saint-Cyr-en-Talmondais      |                                                                                    | détruit en 1974                         |                                                                                               |                                         |
| Dolmen de l'Amadon                       | Saint-Germain-de-Prinçay     |                                                                                    |                                         | vestiges déplacés 46° 43′ 52″ N, 1° 03′ 07″ O                                                 | Vestiges du dolmen de l'Amadon          |
| Menhir des Roches-Baritaud               | Saint-Germain-de-Prinçay     |                                                                                    | Classé MH (1983) · Classé MH (1987)     | 46° 43′ 49″ N, 1° 03′ 49″ O                                                                   | Menhir des Roches-Baritaud              |
| Caillou-Blanc                            | Saint-Gervais                |                                                                                    |                                         | 46° 55′ 33″ N, 1° 59′ 30″ O                                                                   |                                         |
| Menhir de la Tonnelle                    | Saint-Gilles-Croix-de-Vie    |                                                                                    | Classé MH (1921)                        | déplacé de Saint-Hiliaire-de-Riez sur la tombe de Marcel Baudouin 46° 41′ 57″ N, 1° 56′ 19″ O | Menhir de la Tonnelle                   |
| Menhir de la Grande Bernerie             | Saint-Hilaire-de-Loulay      | autre nom La Pierre                                                                |                                         | 47° 00′ 59″ N, 1° 18′ 09″ O                                                                   | Menhir de la Grande Bernerie            |
| Menhir de la Demoiselle                  | Saint-Hilaire-de-Riez        |                                                                                    | détruit                                 |                                                                                               |                                         |
| Menhir de la Pierre                      | Saint-Hilaire-de-Riez        |                                                                                    | détruit                                 |                                                                                               |                                         |
| Menhirs de la Pointe de Grosse-Terre     | Saint-Hilaire-de-Riez        | 2 menhirs                                                                          | détruit                                 |                                                                                               |                                         |
| Dolmen de la Sulette                     | Saint-Hilaire-la-Forêt       |                                                                                    |                                         | 46° 27′ 19″ N, 1° 30′ 43″ O                                                                   | Dolmen de la Sulette                    |
| Dolmen des Créchaudes                    | Saint-Hilaire-la-Forêt       |                                                                                    |                                         | 46° 27′ 05″ N, 1° 30′ 42″ O                                                                   |                                         |
| Menhir de la Bouchardière                | Saint-Hilaire-la-Forêt       |                                                                                    | détruit                                 |                                                                                               |                                         |
| Menhir du Pont-Vien                      | Saint-Hilaire-la-Forêt       |                                                                                    | détruit en 1970                         |                                                                                               |                                         |
| Menhirs de la Rainière                   | Saint-Hilaire-la-Forêt       | autre nom Pierres Jumelles                                                         | Inscrit MH (1995)                       | 46° 28′ 17″ N, 1° 31′ 41″ O                                                                   |                                         |
| Pierre-du-Diable                         | Saint-Jean-de-Monts          |                                                                                    | détruit                                 |                                                                                               |                                         |
| Dolmen des Garnes                        | Saint-Vincent-sur-Graon      | autre nom Dolmen de la Grande-Garne                                                |                                         | 46° 27′ 46″ N, 1° 22′ 25″ O                                                                   | Dolmen des Garnes                       |
| Menhir de la Chenillée                   | Saint-Vincent-sur-Graon      | autres noms Pierre-Debout du Champ-de-la-Pierre, Pierre de Gargantua, Pierre-Levée | Inscrit MH (1988)                       | 46° 27′ 46″ N, 1° 22′ 25″ O                                                                   | Menhir de la Chenillée                  |
| Dolmen du Grand-Bouillac                 | Saint-Vincent-sur-Jard       | autre nom Palet de Gargantua                                                       | Classé MH (1991)                        | 46° 25′ 33″ N, 1° 32′ 26″ O                                                                   | Dolmen du Grand-Bouillac                |
| Tumulus de Bélesbat                      | Saint-Vincent-sur-Jard       |                                                                                    |                                         |                                                                                               |                                         |
| Pierre-Levée                             | Sallertaine                  | autre nom Pierre du Diable                                                         |                                         | 46° 52′ 27″ N, 1° 58′ 03″ O                                                                   |                                         |
| Menhir de la Vérie                       | Soullans                     | autre nom Pierre Levée                                                             | Classé MH (1926)                        | 46° 49′ 17″ N, 1° 53′ 56″ O                                                                   | Pierre Levée                            |
| Dolmen de Pierre-Folle                   | Thiré                        |                                                                                    | Classé MH (1968)                        | 46° 33′ 09″ N, 0° 59′ 53″ O                                                                   | Dolmen de Pierre-Folle                  |
| Minche du Diable                         | Vairé                        | autre nom Menhir de la Pierre Combe                                                | Inscrit MH (1969)                       | 46° 36′ 06″ N, 1° 46′ 06″ O                                                                   | Minche du Diable                        |
| Palet du Diable                          | Vairé                        | autre nom Pierre Dormante                                                          | disparu                                 |                                                                                               |                                         |
| Pierre-Levée                             | La Verrie                    | menhir                                                                             |                                         | 46° 59′ 56″ N, 0° 59′ 45″ O                                                                   |                                         |
| Pierre-Virante                           | Xanton-Chassenon             | mégalithe indéterminé                                                              |                                         | 46° 27′ 35″ N, 0° 41′ 23″ O                                                                   | Pierre-Virante                          |